# イズベルガ (小惑星)
イズベルガ (939 Isberga) は小惑星帯に位置するフローラ族のS型小惑星である。ハイデルベルクのケーニッヒシュトゥール天文台でカール・ラインムートによって発見された。
1月24日が祝日の聖イズベルガにちなんで命名された。
2006年2月24日から3月4日にかけて行われた光度曲線の観測から衛星が発見され、S/2006 (939) 1という仮符号が付けられた。衛星は主星から35キロメートルほど離れた軌道を、26.8 ± 0.1 時間の周期で回っている。また主星は3時間弱という短い周期で自転している。